# Pessegueiro (Pampilhosa da Serra)
Pessegueiro is een plaats (freguesia) in de Portugese gemeente Pampilhosa da Serra en telt 218 inwoners (2001).